# Torneo Triangolare dell'Oceano Indiano 1948
Il Torneo Triangolare dell'Oceano Indiano 1948 (Tournoi triangulaire de l’Océan Indien 1948) fu la seconda edizione del Torneo Triangolare dell'Oceano Indiano, competizione calcistica per nazione riservata a tre nazioni insulari africane che si affacciano sull'Oceano Indiano: Madagascar, Mauritius e La Riunione. La competizione si svolse nelle Mauritius dal 13 luglio al 17 luglio 1948.

## Formula
- Qualificazioni

Nessuna fase di qualificazione. Le squadre sono qualificate direttamente alla fase finale.
- Fase finale

Girone unico - 3 squadre, giocano partite di sola andata. La vincente si laurea campione del Torneo Triangolare.

## Squadre partecipanti
| Pr. | Squadra     | Data di qualificazione certa | Partecipante in quanto | Partecipazioni precedenti al torneo | Ultima presenza |
| --- | ----------- | ---------------------------- | ---------------------- | ----------------------------------- | --------------- |
| 1   | Madagascar  | -                            | Qualificata di diritto | 1 (1947)                            | Madagascar 1947 |
| 2   | Mauritius   | -                            | Qualificata di diritto | 1 (1947)                            | Madagascar 1947 |
| 3   | La Riunione | -                            | Qualificata di diritto | 1 (1947)                            | Madagascar 1947 |

Nella sezione "partecipazioni precedenti al torneo", le date in grassetto indicano che la nazione ha vinto quella edizione del torneo, mentre le date in corsivo indicano la nazione ospitante.

## Fase finale

### Girone unico

#### Classifica
| Pos | Squadra     | P.ti | G | V | N | P | GF | GS | DR |
| --- | ----------- | ---- | - | - | - | - | -- | -- | -- |
| 1   | Mauritius   | 4    | 2 | 2 | 0 | 0 | 9  | 2  | +7 |
| 2   | Madagascar  | 2    | 2 | 1 | 0 | 1 | 3  | 5  | -2 |
| 3   | La Riunione | 0    | 2 | 0 | 0 | 2 | 2  | 7  | -4 |

#### Risultati
| 13 luglio 1948 | Mauritius | 5 – 1 | La Riunione |  |

| 15 luglio 1948 | Madagascar | 2 – 1 | La Riunione |  |

| 17 luglio 1948 | Mauritius | 4 – 1 | Madagascar |  |